# Archie (internet)
Archie is een internettool die gebruikers de mogelijkheid biedt om bestanden te doorzoeken op FTP-sites.
In een database, de archie server, wordt constant van honderden FTP-sites de bijwerkingen bijgehouden. In deze database zijn verschillende projecten aanwezig, en het archief kan doorzocht worden. Het  betreft hier software, documenten en andere data die beschikbaar voor gebruikers zijn om te downloaden.